# Савченко, Николай Ильич
Николай Ильич Савченко (1920—1985) — командир орудия 10-го гвардейского отдельного конно-артиллерийского дивизиона 11-й гвардейской кавалерийской дивизии 5-го гвардейского Донского казачьего кавалерийского корпуса Северо-Кавказского фронта, гвардии казак. Герой Советского Союза (1943).

## Биография
Родился 25 декабря 1920 года в селе Прелестное ныне Славянского района Донецкой области Украины. Работал токарем на машиностроительном заводе.
В Красной Армии с 1940 года. На фронтах Великой Отечественной войны с июня 1941 года.
28 января 1943 года в составе батареи отражал многочисленные атаки противника. В течение дня расчёт Н. И. Савченко подбил шесть танков и не допустил прорыва противника на своём участке. 28 апреля 1943 года за образцовое выполнение боевых заданий командования и проявленные при этом мужество и героизм, гвардии казаку Савченко Николаю Ильичу присвоено звание Героя Советского Союза с вручением ордена Ленина и медали «Золотая Звезда».
В 1946 году Н. И. Савченко демобилизован. Жил и работал в городе Славянске Донецкой области. Скончался 30 января 1985 года.